# ديبورا بلوك
ديبورا بلوك (بالبرتغالية: Débora Bloch‏) هي ممثلة برازيلية، ولدت في 29 مايو 1963 في البرازيل.

## أعمال

### مسلسلات
- عائلة ميغيل

## وصلات خارجية
- ديبورا بلوك على موقع IMDb (الإنجليزية)
- ديبورا بلوك على موقع روتن توميتوز (الإنجليزية)
- ديبورا بلوك على موقع ألو سيني (الفرنسية)
- ديبورا بلوك على موقع أول موفي (الإنجليزية)
- ديبورا بلوك على موقع قاعدة بيانات الفيلم (الإنجليزية)
- ديبورا بلوك على موقع كينوبويسك (الروسية)